# Batalha de Winchelsea

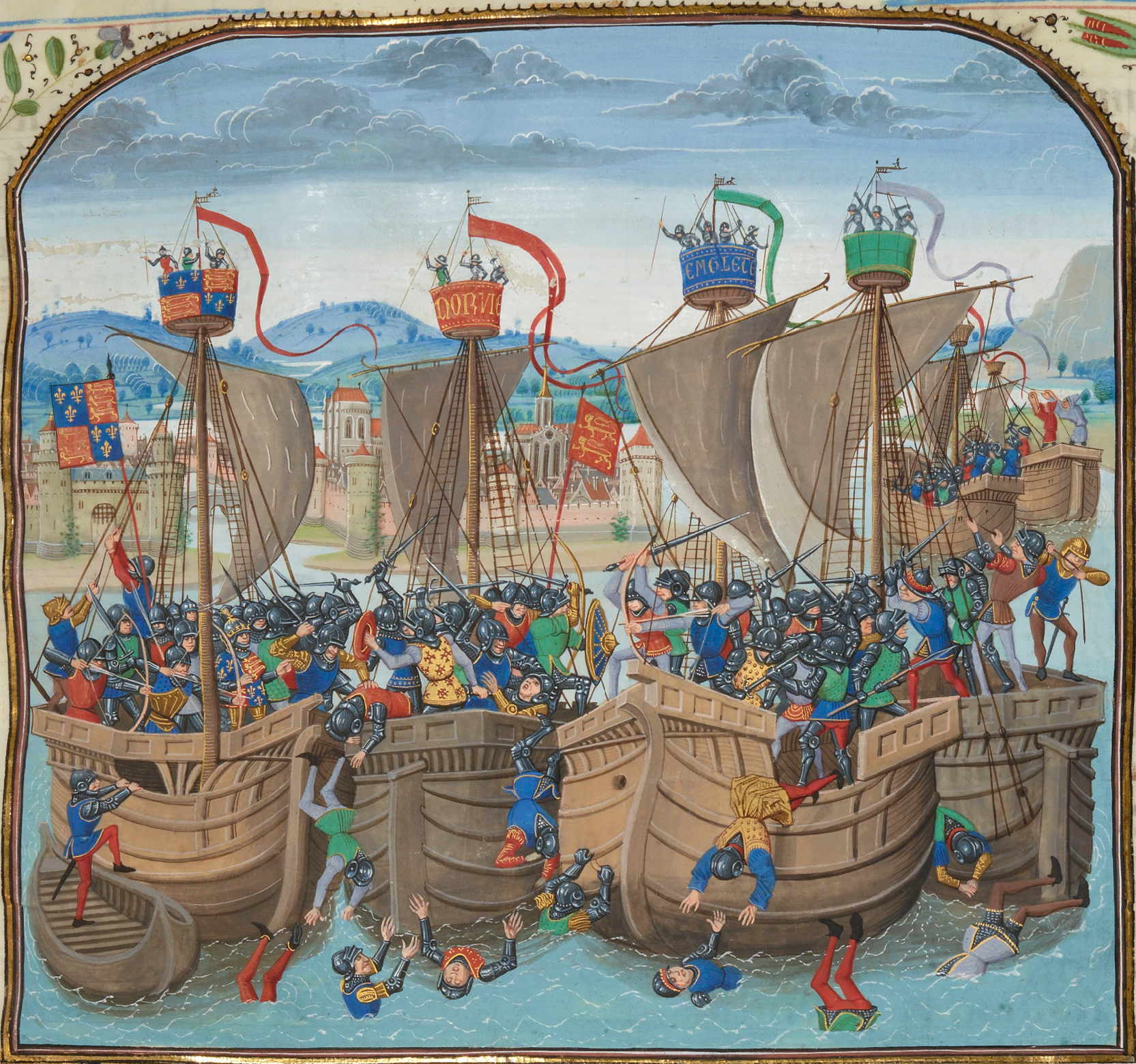
Uma representação da batalha naval medieval, ilustrado nas crônicas de Jean Froissart (século XIV)

A Batalha de Winchelsea ou Batalha de Les Espagnols sur Mer ("os espanhóis no mar") foi uma batalha naval que ocorreu em 29 de agosto de 1350 como parte da Guerra dos Cem Anos entre a Inglaterra e a França. Foi uma vitória de uma frota inglesa de 50 navios, comandada pelo rei Eduardo III, sobre uma frota castelhana de 47 navios maiores, comandada por Charles de la Cerda. Entre 14 e 26 navios castelhanos foram capturados e vários foram afundados. Sabe-se que apenas dois navios ingleses foram afundados, mas houve uma perda significativa de vidas.
O comércio da Inglaterra, o seu financiamento de guerra e a sua capacidade de usar a força contra a França dependiam fortemente do transporte marítimo, especialmente para o seu território na Gasconha. Com a sua própria capacidade de levantar e apoiar uma frota muito reduzida pelas atividades inglesas, os franceses contrataram navios castelhanos para bloquear os portos ingleses. Frustrado com a sua eficácia, o próprio Eduardo III liderou a frota que os interceptou e infligiu pesadas perdas. Apesar desse sucesso, o comércio e os portos ingleses viram pouco alívio do assédio naval por parte dos franceses e dos seus aliados.